# Libnotes nepalica
Libnotes nepalica är en tvåvingeart som först beskrevs av Alexander 1958.  Libnotes nepalica ingår i släktet Libnotes och familjen småharkrankar.
Artens utbredningsområde är Nepal. Inga underarter finns listade i Catalogue of Life.